# Företagssfär
Företagssfär betecknar ett antal koncerner och enskilda företag som hänger samman genom att en ägare, eller en ägargrupp, har ett väsentligt inflytande i dem. 
En företagssfär är till skillnad mot en koncern inget rättsligt definierat begrepp. För en koncern måste en koncernredovisning upprättas vid sidan av moderbolagets redovisning, men för en sfär görs ingen formell ekonomisk redovisning eller registrering. Det är heller inte entydigt vilka företag som ingår i en viss sfär. 
En företagssfär har ett, eller ibland flera, styrande maktbolag. Ett sådant maktbolag är vanligen, för att kunna hålla samman sfären, ett renodlat förvaltande företag i form av ett investmentbolag eller ett holdingbolag.

## Sammanhållning av en företagssfär
En företagssfärer hålls samman:
- direkt genom storleken av sfärens maktbolags aktieinnehav i sfärens övriga företag
- ibland också omfattningen av korsägande mellan företag inom sfären
- indirekt genom tillsättande av styrelseordföranden och -ledamöter med förankring i maktbolaget, ur en grupp nära samarbetande personer

Maktbolagens inflytande förstärks, i många fall, genom det svenska systemet med aktieserie med olika röststyrka. Det kan också förstärkas genom ett ask i ask-ägande och genom att sfärens storföretag ofta kontrollerar stora personalstiftelser, allmännyttiga stiftelser och pensionsstiftelser.

## Föränderlighet
Kartan över svenska företagssfärer är föränderlig på samma sätt som den över koncerner. Förutom genom att aktier skiftar händer, är en sfärs omfattning beroende av hur väl maktbolaget förmår hävda ett inflytande genom styrelseordföranden och -ledamöter. Trots detta har de tre största svenska företagssfärerna existerat i mer än 75 år (Wallenbergsfären, Handelsbankssfären och Stenbecksfären).
C.H. Hermansson identifierade 1965 18 finansfamiljer i Sverige, vilka påstods dominera det svenska näringslivet. Av dessa är efter 50 år endast fyra fortfarande ekonomiska maktfaktorer: Wallenbergs, Ax:son Johnsons, Bonniers och Söderbergs.

## Exempel på svenska företagssfärer
| Företagssfär                                | Sfärens tillkomst      | Maktbolag                        | Bank i sfären   | Familjdominerat ägande | Börsnoterat | Säte i Sverige |
| Wallenbergsfären                            | 1920-talet             | Investor                         | SEB             | Wallenberg             | Ja          | Ja             |
| Handelsbankssfären                          | 1930-talet             | Industrivärden                   | Handelsbanken   | Nej                    | Ja          | Ja             |
| Stenbecksfären                              | 1930-talet             | Kinnevik                         | Nej             | Stenbeck               | Ja          | Ja             |
| Ikea-sfären                                 | 1980-talet             | Tre maktbolag                    | (Ikanobanken)   | Kamprad                | Nej         | Nej            |
| Lundbergsfären                              | 1970-talet             | L E Lundbergföretagen            | (Handelsbanken) | Lundberg               | Ja          | Ja             |
| Stenasfären                                 | 1940-talet             | Stenasfären                      | Nej             | Olsson                 | Nej         | Ja             |
| Schörlingsfären                             | 2000-talet             | Melker Schörling AB              | Nej             | Schörling              | Ja          | Ja             |
| Douglas-sfären/ Douglas/Palmstierna- sfären | 1980-talet/ 1990-talet | Latour respektive Säki           | Nej             | Douglas, Palmstierna   | Ja          | Ja             |
| Lindéngruppen                               | 1980-talet             | Lindéngruppen                    | Nej             | Lindén                 | Nej         | Ja             |
| Johnsonsfären                               | 1870-talet             | Nordstjernan AB, Axel Johnson AB | Nej             | Ax:son Johnson         | Nej         | Ja             |
| Lundströmsfären                             | 1990-talet             | Svolder                          | Nej             | Lundström              | Ja          | Ja             |
| Stillströmsfären                            | 1980-talet             | Traction                         | Nej             | Stillström             | Ja          | Ja             |

### De tidigaste företagssfärerna
Två av de tre äldsta svenska företagssfärerna, Wallenbergsfären och Handelsbankssfären, bildades kring storbanker (Stockholms Enskilda Bank respektive Handelsbanken) och de bankerna närstående investmentbolagen. Wallenbergsfären byggdes upp redan under 1920-talet efter grundandet av Investor år 1916.
Handelsbankssfärens maktbolag Industrivärden grundades på 1920-talet och sfären fick betydelse i samband med Kreugerkraschen , då Handelsbanken övertog aktier i flera insolventa storföretag. Eftersom bankerna genom en banklag 1934 inte längre hade rätt att inneha aktier annat än i företag som är rörelsedrivande i eller för bankrörelsen, är i sådana fall ett banken närstående investmentföretag som är sfärernas maktbolag. Handelsbankens nya aktieinnehav placerades således i Industrivärden.
Också Stenbeckssfären har sitt ursprung i 1930-talsdepressioen och Kreugerkraschen. Maktbolaget Kinnevik grundades 1936.

### Företagssfärer utan tydligt enskilt maktbolag
Huvudartikel:Ikea-sfären
En av de Sverige-anknutna stora företagssfärerna, Ikea-sfären, skiljer sig från flertalet sfärer främst i två avseenden. Dels består den så gott som enbart av privata, icke börsnoterade företag, dels finns inte ett, utan tre maktbolag för sfärens tre delar. Sfären hålls i stället samman genom att ägandet är koncentrerat till fyra medlemmar i en och samma familj (Ingvar Kamprad och hans tre söner) med hjälp av två av dem kontrollerade stiftelser.

### Överlappande företagssfärer
I enstaka fall kan ett företag ingå i två företagssfärer. Ericsson är ett exempel på ett företag som under flera decennier ingått i två sfärer. Koncernen kontrolleras av Wallenbergsfären och Handelsbankssfären tillsammans med en balans både vad gäller aktieägande och styrelserepresentation.
Gränsen mellan företagssfärer kan också vara otydlig genom ett nära samarbete dem emellan. Lundbergssfären och Handelsbankssfären har under senare år nära band med varandra, framför allt genom att L E Lundbergföretagen är stor ägare i Handelsbankens maktbolag Industrivärden och också har aktieinnehav i flera andra av sfärens företag, samt att Fredrik Lundberg har styrelseuppdrag i banken och i Industrivärden.
Finansmannen Gustaf Douglas är samtidigt storägare i sfären runt Latour och den runt Säki, två sfärer som delvis också har aktieinnehav i samma företag.

### Ömtåliga företagssfärer
Handelsbankssfären kännetecknas av en hög grad av korsägande mellan ingående företag, framför allt mellan Industrivärden, SCA och Skanska. Ett sådant korsägande kan lätt brytas upp, vilket i sin tur kan bryta upp sfären.